# Oblast du Terek
1860–1920

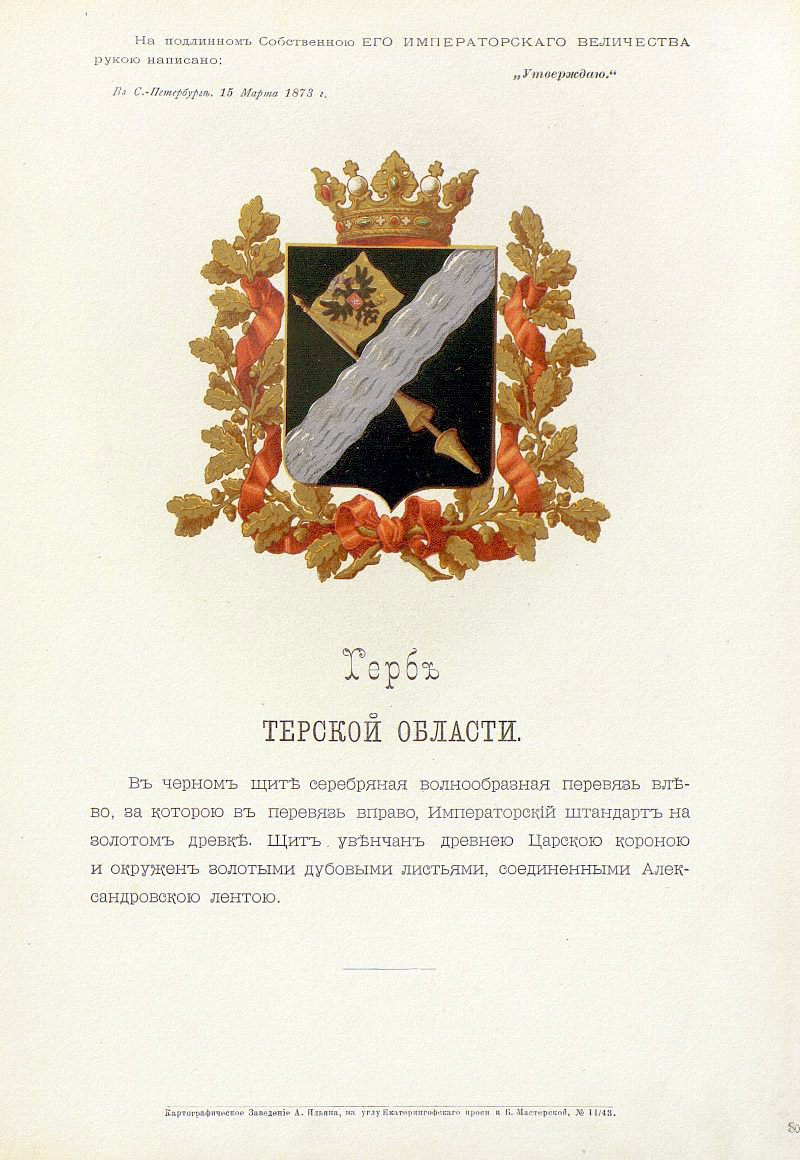
Blason de l'oblast du Terek

L'oblast du Terek (en russe : Терская область, Terskaïa oblast) est une unité administrative de l'Empire russe qui a existé entre 1860 et 1920 en Ciscaucasie. Sa capitale était la ville de Vladikavkaz. L'oblast doit son nom au fleuve Terek.

## Géographie
Le territoire de l'ancien oblast du Terek, au nord du Grand Caucase (Ciscaucasie), s'étendait de la Kouma à l'ouest à la Soulak à l'est, de la ligne de crête du Caucase au sud au fleuve Terek au nord. Il est de nos jours réparti entre les sujets de la fédération de Russie suivants : Kabardino-Balkarie, Ingouchie, Ossétie du Nord-Alanie, Tchétchénie, Daghestan et le kraï de Stavropol.

## Histoire
L'oblast est créée le 8 (20) février 1860 par un oukaze du tsar Alexandre II et correspond au territoire contrôlé par les Cosaques du Terek. Elle est constituée alors des okrougs de Tchétchénie, d'Itchkérie, d'Ingouchétie et des montagnes (Nagorny). Elle cesse d'exister en mars 1920 pour laisser la place à des territoires administratifs autonomes : la Tchétchénie (regroupée avec l'Itchkérie) et l'Ingouchétie (regroupée avec l'ancien okroug de Nagorny).
En mars 1921, les nouvelles autorités soviétiques forment ici la république socialiste soviétique autonome de la Montagne (RSS de la Montagne), qui comprend la Tchétchénie, l'Ingouchétie, la Kabardino-Balkarie, l'Ossétie du Nord et le gouvernement du Terek.
Le 30 novembre 1922, le nouveau territoire autonome (oblast autonome) de la Tchétchénie se sépare de l'ensemble. Le 7 novembre 1924, la RSS de la Montagne cesse d'exister.

## Administration
Jusqu'en 1899, l'oblast du Terek était divisée en sept okrougs, qui selon le recensement de 1897 regroupaient les populations suivantes : 
- Okroug de Vladikavkaz (43 740 habitants à Vladikavkaz) pour une surface de 4 999,7 verstes carrées et 134 947 habitants
- Okroug de Grozny (15 564 habitants à Grozny) pour une surface de 7 442,4 verstes carrées et 226 035 habitants
- Okroug de Kizliar (7 282 habitants à Kizliar) pour une surface de 16 691,9 verstes carrées et 102 395 habitants
- Okroug de Naltchik (4 809 habitants à Naltchik) pour une surface de 10 113,3 verstes carrées et 102 908 habitants
- Okroug de Piatigorsk (18 440 à Piatigorsk) pour une surface de 10 671,2 verstes carrées et 181 481 habitants
- Territoire de Sounja (3 456 habitants à Sounja) pour une surface de 6 273,7 verstes carrées et 115 370 habitants
- Okroug de Khassaviourt (5 312 habitants à Khassaviourt) pour une surface de 4 676,7 verstes carrées et 70 800 habitants

En 1899, est créé le territoire de Mosdok.
En 1905, l'oblast de Terek est divisée en : 
- quatre territoires : Piatigorsk, Mozdok, Kizliar et Sounja ;
- et en six okrougs : Vladikavkaz, Khassaviourt, Naltchik, Grozny, Vedeno et Nazran.

## Gouvernement
L'oblast est dirigé par :
- Le prince Dmitri Sviatopolk-Mirski (en), 1860-1865 (général-lieutenant)
- Le comte Mikhaïl Loris-Melikov, 07/09/1865-17/04/1875 (général-lieutenant)
- Alexandre Svistounov, 17/04/1875-26/01/1883 (général-lieutenant)
- Evgueni Yourkovski, 26/01/1883-17/01/1887 (général-major)
- Alexeï Smekalov, 11/02/1887-02/02/1890 (général-lieutenant)
- Semion Kakhanov, 10/02/1890-02/07/1899 (général-lieutenant)
- Sergueï Tolstov (gouverneur), 28/07/1899-10/08/1905 (général-major)
- Alexeï Kolioubakine (gouverneur), 10/08/1905-07/12/1908 (général-major)
- Alexandre Mikheïev (gouverneur), 07/12/1908-16/09/1912 (général-lieutenant)
- Sergueï Kleimer (gouverneur), 16/09/1912-1917 (général-lieutenant)

## Population
Selon le recensement de 1897, l'oblast comptait 932 341 habitants, dont 335 000 Russes (y compris les Cosaques du Terek), 240 000 Tchétchènes et Ingouches, 80 000 Ossètes, 70 000 Tcherkesses, 40 000 Koumyks, 25 000 Arméniens, 8 000 Juifs et 5 000 Allemands.

## Source
- (ru) Cet article est partiellement ou en totalité issu de l’article de Wikipédia en russe intitulé « Терская область » (voir la liste des auteurs).